# LD Alajuelense
Liga Deportiva Alajuelense – kostarykański klub piłkarski z siedzibą w mieście Alajuela, stolicy prowincji Alajuela. Występuje w rozgrywkach Primera División. Domowe mecze rozgrywa na obiekcie Estadio Alejandro Morera Soto.

## Osiągnięcia

### Krajowe
- Primera División

| zwycięstwo (30):     | 1928, 1939, 1941, 1945, 1949, 1950, 1958, 1959, 1960, 1966, 1970, 1971, 1980, 1983, 1984, 1991, 1992, 1996, 1997, 2000, 2001, 2002, 2003, 2005, 2010 (I), 2011 (V), 2011 (I), 2012 (I), 2013 (I), 2020 (A)                                   |
| drugie miejsce (31): | 1929, 1943, 1948, 1952, 1957, 1962, 1965, 1967, 1969, 1972, 1985, 1986, 1989, 1994, 1995, 1998, 1999, 2007, 2008 (V), 2008 (I), 2014 (V), 2015 (V), 2015 (I), 2016 (V), 2019 (A), 2020 (C), 2022 (C), 2023 (C), 2024 (C), 2024 (A), 2025 (C) |

- Copa de Costa Rica

| zwycięstwo (10):    | 1926, 1928, 1937, 1941, 1944, 1948, 1949, 1974, 1977, 2023 |
| drugie miejsce (2): | 1938, 1947                                                 |

- Supercopa de Costa Rica

| zwycięstwo (2):     | 1967, 2012 |
| drugie miejsce (1): | 2021       |

- Recopa de Costa Rica

| zwycięstwo (1):     | 2024 |
| drugie miejsce (0): | –    |

### Międzynarodowe
- Puchar Mistrzów CONCACAF

| zwycięstwo (2):     | 1986, 2004       |
| drugie miejsce (3): | 1971, 1992, 1999 |

- Copa Interclubes UNCAF

| zwycięstwo (3):     | 1996, 2002, 2005 |
| drugie miejsce (2): | 1999, 2000       |

- Liga CONCACAF

| zwycięstwo (1):     | 2020 |
| drugie miejsce (1): | 2022 |

- Puchar Ameryki Centralnej CONCACAF

| zwycięstwo (2):     | 2023, 2024 |
| drugie miejsce (0): | –          |

- Copa Interamericana

| zwycięstwo (0):     | –    |
| drugie miejsce (1): | 1987 |

## Historia
Alajuelense założony został 18 czerwca 1919 roku przez grupę przyjaciół będących członkami drużyny o nazwie El Once de Abril (co znaczy 11 kwietnia), stając się pierwszym klubem piłkarskim w prowincji Alajuela. Swój pierwszy mecz nowy klub rozegrał 2 sierpnia 1919 roku w Cartago, gdzie Alajuelense odniósł nad miejscowym klubem Club Sport Cartaginés zwycięstwo w stosunku 3:1.
W roku 1921 utworzono ogólnonarodową ligę kostarykańską (Campeonato Nacional), a klub Alajuelense znalazł się w gronie siedmiu drużyn, które wzięły udział w pierwszych mistrzostwach Kostaryki. Obok La Liga w pierwszych rozgrywkach ligi kostarykańskiej wzięły udział następujące kluby: CS Herediano, Club Sport Cartagines i nieistniejące już kluby Sociedad Gimnástica Española, Club Sport La Unión de Tres Ríos, Club Sport La Libertad oraz Sociedad Gimnástica Limonense. Pierwsza edycja mistrzostw nie była szczęśliwa dla klubu Alajuelense, który uplasował się na ostatnim miejscu.
W 1928 roku Alajuelense pierwszy raz został mistrzem Kostaryki. Główną postacią był wówczas w drużynie jeden z najlepszych napastników w historii futbolu kostarykańskiego Alejandro Morera Soto. Pierwsze w historii zwycięstwo nad klubem zagranicznym Alajuelense odniósł 7 września 1930 roku, wygrywając w stosunku 4:2 z kubańskim klubem Fortuna.
W lutym 1932 roku Alejandro Morera Soto podpisał kontrakt z Barceloną, której pomógł w zdobyciu mistrzostwa Hiszpanii w 1934 roku (zdobył tam sobie przydomek El Mago del Balón, czyli czarodziej piłki). Ze swoim największym rywalem, stołecznym klubem Saprissa Alajuelense pierwszy raz zmierzył się 12 października 1949 roku wygrywając na stadionie Estadio Nacional 6:5. Mecze z udziałem obu tych drużyn stały się w przyszłości bataliami ściągającymi uwagę całej Kostaryki.
W latach 1919–2005 Alajuelense 24 razy został mistrzem Kostaryki. Ponadto dwukrotnie klub zdobył Puchar Mistrzów CONCACAF – w 1986 roku (co pozwoliło zmierzyć się ze słynnym River Plate Buenos Aires w walce o Copa Interamericana) i w 2004 roku. W roku 1992 i 1996 zdobyli tytuł mistrzów Ameryki Środkowej (Campeones Grandes de Centro America), wzięli udział w turnieju Copa Merconorte 2000, a w 2002 i 2005 roku zdobyli puchar mistrzów Ameryki Środkowej, czyli Copa Interclubes UNCAF. Ostatni z tych sukcesów sprawił, że Alajuelense otrzymał zaproszenie do udziału w Copa Sudamericana 2006.

## Aktualny skład
Stan na 14 grudnia 2024.
| Nr | Poz. | Piłkarz                |
| -- | ---- | ---------------------- |
| 1  | BR   | Bayron Mora            |
| 2  | OB   | Carlos Martínez        |
| 3  | OB   | Manjrekar James        |
| 4  | OB   | Guillermo Villalobos   |
| 5  | PO   | Celso Borges (kapitan) |
| 6  | PO   | Kevin Cabezas          |
| 8  | PO   | Larry Angulo           |
| 9  | NA   | Jonathan Moya          |
| 10 | PO   | Aarón Suárez           |
| 11 | NA   | Diego Campos           |
| 13 | OB   | Alexis Gamboa          |
| 14 | NA   | Iago Falque            |

| Nr | Poz. | Piłkarz                 |
| -- | ---- | ----------------------- |
| 16 | OB   | Bryan Oviedo            |
| 19 | NA   | Alberto Toril           |
| 22 | OB   | Ronald Matarrita        |
| 23 | BR   | Leonel Moreira          |
| 25 | OB   | Santiago van der Putten |
| 26 | OB   | Fernando Piñar          |
| 27 | OB   | Ian Lawrence            |
| 28 | PO   | Joshua Navarro          |
| 34 | PO   | Creichel Pérez          |
| 35 | PO   | Rashir Parkins          |
| 97 | NA   | Anderson Canhoto        |
| 99 | BR   | Johnny Álvarez          |